# インターナショナル (ビリー・ブラッグのアルバム)
『インターナショナル』（The Internationale）は、イギリスのミュージシャン、ビリー・ブラッグが1990年に発表したアルバム。左翼のプロテスト・ソングの焼き直しやカバー曲から構成されている。

## 収録曲
1. "The Internationale"
2. "I Dreamed I Saw Phil Ochs Last Night"
3. "The Marching Song of the Covert Battalions"
4. "Blake's Jerusalem" (William Blake, Hubert Parry)
5. "Nicaragua Nicaraguita"
6. "The Red Flag"
7. "My Youngest Son Came Home Today"